# The Dentist 2
The Dentist 2 (conocida también como The Dentist 2: Brace Yourself) es una película estadounidense de terror de 1998, y la secuela de la película The Dentist de 1996. Dirigida por Brian Yuzna, la protagonizan Corbin Bernsen, Jillian McWhirter, Jeff Doucette y Susanne Wright.

## Argumento
El doctor Alan Feinstone está en el hospital psiquiátrico de máxima seguridad al que fue sentenciado al final de la primera película. Mientras habla con su psiquiatra, recuerda los asesinatos que cometió en su propia mente mientras convence al médico de que fue otro hombre quien los cometió. Su arrepentida historia la distrae de verlo sacar una herramienta afilada que él cosió en su propia pierna, y la usa como rehén para escapar. La esposa de Alan, Brooke, está viva a pesar de que le falta la lengua y su incapacidad para hablar , y le han colocado nuevos implantes dentales para reemplazar todos los dientes que Alan le sacó en la primera película. Ella contrata a un investigador para averiguar dónde se ha escapado Alan, creyendo que había estado guardando dinero antes de volverse loco. Brooke tiene en su poder algunas postales que Alan había dejado atrás, y ella cree que él está en uno de esos lugares.
Alan llega al pequeño pueblo de Paradise, Missouri, fingiendo que se había enfadado con la vida en la gran ciudad. Utiliza una identidad falsa previamente establecida del Dr. Lawrence Caine, y tiene una cuenta bancaria donde había estado enviando el dinero que sacó de su práctica para esconderse del IRS. El oficial del banco, el Sr. Wilkes, le presenta a Alan a su sobrina Jamie, con la esperanza de que ella pueda alquilarle su pequeña cabaña para que "Larry" viva.
Jamie, que físicamente se parece a Brooke, se convierte en blanco de los afectos de Alan. Cuando tiene problemas con una funda en uno de sus dientes, Alan visita al inepto dentista de la ciudad, el Dr. Burns, quien enseguida le cae mal. Alan amenaza al Dr. Burns con un palo de golf, haciéndole caer accidentalmente por las escaleras hacia su muerte. El Sr. Wilkes convence a Alan de que debería hacerse cargo como el nuevo dentista de Paradise; Alan pronto reanuda sus formas asesinas con un turista que pasa (Clint Howard) que accidentalmente lo reconoce de Los Ángeles.
Mientras el detective privado rastrea a Alan hasta Paradise, Alan descubre que Jamie tiene un admirador llamado Robbie, quien también es el contratista de paneles de yeso contratado para terminar su nueva oficina. Los celos de Alan le hacen arruinar una cena romántica cuando es interrumpida por una llamada de Robbie en su contestador automático, a pesar de la insistencia de Jamie de que ella solo piensa en Robbie como un amigo. Mientras tanto, Beverley, una cajera del banco, tiene dudas sobre "Larry" y descubre su verdadera identidad investigando en la computadora.
Beverley hace una cita para decirle que ella sabe la verdad, pero cuando hace demasiadas preguntas se da cuenta de que ella sabe algo. Él va detrás de ella y la seda con óxido nitroso. Ella despierta pegada a la silla dental y llora y le ruega que la deje ir. Él pone una pinza en su boca para mantenerla abierta y perfora su molar inferior derecho hasta el nervio en bruto como un "detector de mentiras", para averiguar con quién más habló. Si ella mintiera, él tomaría un afilado gancho rascador de placa y lo empujaría dolorosamente hacia el nervio del diente que taladró, moviendo el diente con fuerza al mismo tiempo. Él engancha repetidamente el gancho en el nervio expuesto causando un dolor tremendo a Beverly. Robbie viene a instalar más paneles de yeso y toca el timbre de la puerta de la oficina, sin dejar a Alan otra opción que detener su sesión de tortura y abrir la puerta. Robbie pide entrar y después de que Beverley grita, Robbie se apresura a revisarla. Justo cuando Robbie está a punto de rescatarla, Feinstone lo ataca desde afuera de la puerta. En la pelea que sigue, Alan mata a Robbie con un martillo, se vuelve hacia Beverley y la vuelve a pegar en la silla dental. Toma un par de alicates dentales y juega un juego de "verdad o diente". Él le pregunta qué le contó a Jeremy sobre Washington, pero él no le cree, luego le saca el diente delantero izquierdo, luego le pregunta qué le dijo a Jamie. Luego intenta extraer su incisivo izquierdo, pero en cambio lo rompe por accidente, lo que enoja a Feinstone aún más. Luego, Alan perfora dolorosamente uno de sus dientes frontales inferiores hasta el nervio, y continúa perforando con tanta fuerza que la abrazadera dental que sostiene su boca se escapa de la presión que está aplicando. Luego, después de un acto final de desesperación y de lo que parece ser su única defensa, muerde con fuerza el taladro haciendo que se bloquee y se atasque dentro de sus dientes. Enfurecido, el dentista loco le dice que tiene una idea mucho mejor y que le cortará el taladro de la boca. Luego grita, y la escena llega a su fin.
Más tarde esa noche, Alan comienza a tener sus visiones obsesivo-compulsivas de los gérmenes y la descomposición nuevamente después de ver su uniforme manchado de sangre. De repente aparece Brooke, y comienza a seducirlo en una de sus sillas; justo antes de que pueda cortarle la lengua con unas tijeras, Jamie la golpea con una lámpara de techo. Sin embargo, cuando Jamie llama a la policía sobre Brooke, ve el hacha ensangrentada y abre una puerta del armario para encontrar los cuerpos mutilados de Robbie y Beverley.
Alan se vuelve hacia Jamie y se produce una pelea, con él persiguiéndola a un baño de arriba y finalmente abrumando. La lleva a una habitación sin terminar en la oficina, que en su mente está impecable, libre de gérmenes y de color blanco puro, con música de ópera sonando, y toma un taladro eléctrico (que en su mente es un taladro dental) y trata de taladrar sus dientes Jamie escapa y se esconde, hasta que Brooke revive y ella y Jamie atrapan a Alan en un pasillo. Brooke se lanza para apuñalarlo con unas tijeras, pero Jamie la golpea inadvertidamente en la cabeza con un 2x4 y la mata.
Alan encuentra a Jamie escondiéndose detrás de algunos paneles de yeso, y después de bromear entre los dos, Jamie dispara una pistola de clavos repetidamente y lo golpea con numerosos clavos. Aturdido, Alan baja las escaleras en medio de una fiesta sorpresa de bienvenida que le da la gente del Paraíso. Alan sale tranquilamente por la puerta principal, dejando a la gente del pueblo sorprendida y a Jamie recuperarse de lo que acaba de suceder. Alan se pierde la noche con montones de clavos incrustados en la cabeza y los hombros y empieza a sacárselos, usando uno como un palillo de dientes para su gorra que se perdió en sus peleas con Jamie y Brooke, y se ríe maniáticamente repetidamente.

## Reparto
- Corbin Bernsen como Dr. Lawrence Caine/Dr. Alan Feinstone
- Jillian McWhirter como Jamie Devers.
- Jeff Doucette como Jeremy Wilkes.
- Susanne Wright como Bev Trotter.
- Jim Antonio como Doc Burns.
- Lee Dawson como Robbie Mauro.
- Wendy Robie como Bernice.
- Ralph Martin como Det. Jenkins
- Clint Howard como Sr. Toothache.
- Linda Hoffman como Brooke Sullivan.
- Judy Nazemetz como Margaret.
- Audra Wise como Shawna.
- Mary Coleston como Glenda.
- Rae Norman como Dr. Cussler
- Gina-Raye Carter como la dueña de la cafetería.